# Stephen Street
Stephen Street, all'anagrafe Stephen Brian Street (Londra, 29 marzo 1960), è un produttore discografico inglese.
Conosciuto soprattutto per il suo lavoro con gruppi come The Smiths, Blur e The Cranberries, in seguito ha collaborato con artisti come Kaiser Chiefs, Babyshambles ed altri ancora, legando il suo nome a molte band e dischi di notevole successo commerciale.
È ritenuto uno dei più influenti produttori musicali britannici.

## Biografia

### Inizi
Ha iniziato la propria carriera nel mondo della musica verso la fine degli anni settanta, suonando in varie band londinesi. Passato dall'altra parte del banco mixer, dal 1982 fu assistente e poi ingegnere del suono presso gli studi della Island Records, nelle registrazioni di artisti reggae come Black Uhuru, King Sunny Ade e Linton Kwesi Johnson.

### The Smiths
La sua prima collaborazione con gli Smiths risale al 1985, come ingegnere del suono dei loro album The Queen Is Dead e Meat Is Murder. Assunse in seguito il ruolo di produttore vero e proprio per Strangeways, Here We Come (1987), l'ultimo album in studio del gruppo di Manchester.
Dopo lo scioglimento del complesso, Street continuò la collaborazione con il frontman Morrissey, producendo Viva Hate, album di debutto che raggiunse il primo posto nella classifica inglese degli album e in cui Street è accreditato come produttore, compositore, chitarrista e bassista. Sempre per Morrissey, per il successivo Bona Drag, produsse e compose altri due singoli di successo, prima di mettere fine alla collaborazione con l'artista inglese.

### Blur
Un altro gruppo fondamentale nella carriera di Street sono i Blur.
Chiamato inizialmente per produrre She's So High, singolo tratto da Leisure, il album di debutto dei Blur del 1991, fu ricontattato due anni più tardi, quando gli fu affidata l'intera produzione del secondo album della band, Modern Life Is Rubbish.
La produzione dei successivi due album (e relativi singoli) segna un lavoro chiave e tra i più influenti nel nascente fenomeno del Britpop: Parklife, nel 1994, è l'album dei Blur più venduto di sempre (grazie anche all'enorme successo del singolo Girls & Boys) e successo riscuote anche il successivo disco, The Great Escape (1995).
Esaurito il filone Britpop, Street produce ancora un altro album per i Blur, l'omonimo Blur (1997), quinto disco del gruppo britannico, un lavoro totalmente diverso dai precedenti e più influenzato dal sound lo-fi ed indie rock americano.
Dopo aver lasciato la band, Graham Coxon, chiama Street a produrre il proprio album di maggior successo commerciale, Happiness in Magazines (2004) e i successivi Love Travels at Illegal Speeds (2006) e The Spinning Top (2009).

### The Cranberries
Nel 1992 Street aveva iniziato a lavorare anche con la band irlandese The Cranberries, producendo il loro album di debutto, Everybody Else Is Doing It, So Why Can't We?, che si rivela un enorme successo, anche negli Stati Uniti d'America.
Nel 1994 produsse No Need to Argue, il loro disco di maggiore successo (con oltre 20 milioni di copie vendute in tutto il mondo) e nel 2001 l'album Wake Up and Smell the Coffee.
Dopo la reunion, i Cranberries richiamarono Stephen Street per la produzione dell'album Roses (2012). In questo album Stephen compare anche come chitarrista, mentre nel 2019 produsse In the End, l'ultimo album della band.

### Altri lavori
Stephen Street ha lavorato anche con Lloyd Cole, Shed Seven (per l'album Let it Ride), New Order, Longpigs, Promise Ring (per l'album Wood/Water), Ordinary Boys e Kaiser Chiefs, producendo, per entrambi, i loro primi due album.
Altra sua produzione di successo è stata Shotter's Nation, secondo album dei Babyshambles di Pete Doherty.